# Józefów (Mielec)
Pour les articles homonymes, voir Józefów.
Józefów est une localité polonaise de la gmina de Tuszów Narodowy, située dans le powiat de Mielec en voïvodie des Basses-Carpates.